# Koenigia islandica
Koenigia islandica ist eine Pflanzenart aus der Gattung Koenigia innerhalb der Familie der Knöterichgewächse (Polygonaceae).

## Beschreibung

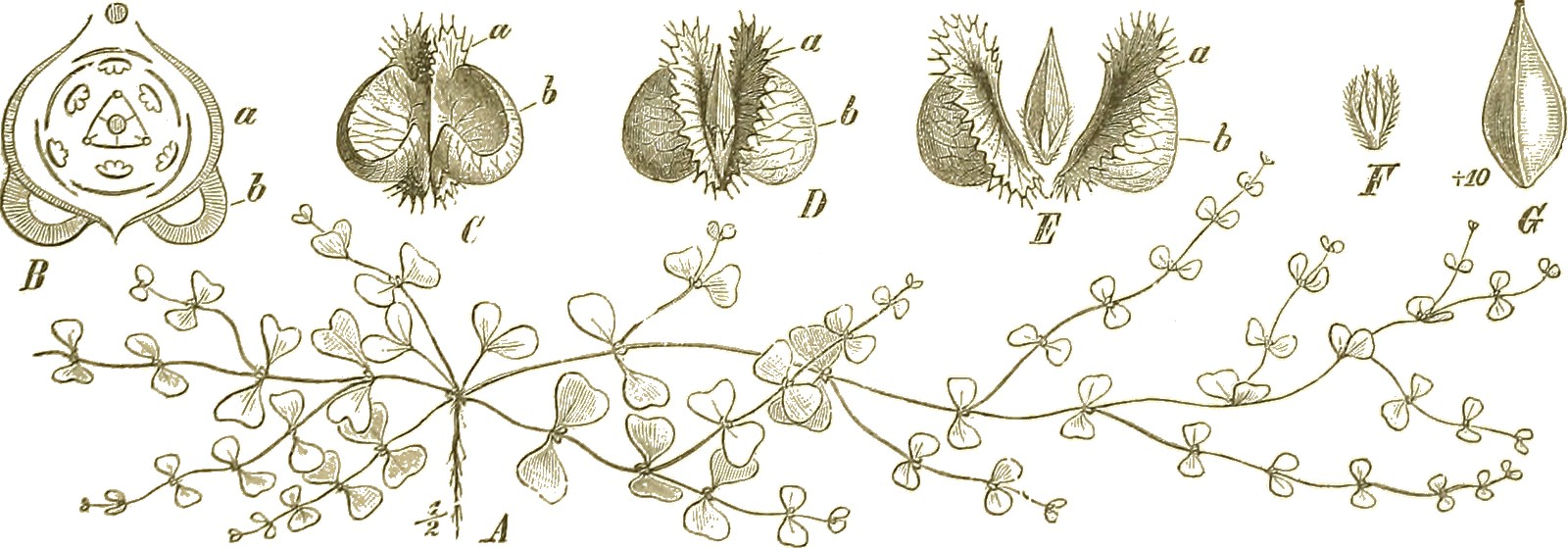
Illustration

### Vegetative Merkmale
Koenigia islandica ist eine kleine, einjährige krautige Pflanze, die Wuchshöhen von nur 0,5 bis 6, selten bis zu 20 Zentimetern erreicht. Der aufrechte Stängel ist verzweigt.
Ihre kahlen Laubblätter sind unten wechselständig, nach oben fast gegenständig. Ihr Blattstiel ist nur 0,1 bis 2, selten bis zu 10 Millimeter lang oder er fehlt. Die ganzrandige Blattspreite ist bei einer Länge von 1 bis 6,5 Millimetern sowie einer Breite von 1 bis 5 Millimetern breit-elliptisch mit stumpfem oder seltener spitzem oberen Ende. Beide Blattseiten sind kahl. Die Nebenblätter sind häutig.

### Generative Merkmale
Drei bis zehn Blüten stehen in endständigen oder achselständigen Knäueln zusammen. Das Perianth ist dreiteilig, selten vierteilig, 0,9 bis 1,8 Millimeter lang, schmal glockenförmig, kahl oder mit einzelnen Drüsen besetzt, und blass-grün. Je Blüte sind meist drei (ein bis fünf) Staubblätter vorhanden. Die Zahl der Griffel zwei. 
Die Achänen sind braun, 1,2 bis 1,5 Millimeter lang.
Die Blütezeit reicht Juli bis August und die Fruchtzeit liegt im August bis September.
Die Chromosomenzahl beträgt 2n = 28.

## Ökologie
Koenigia islandica gehört zu den kleinsten Blütenpflanzen, die auf dem Land wachsen und zu den wenigen einjährigen Arten in der Arktis oder in der alpinen Zone.

## Vorkommen
Das Verbreitungsgebiet von Koenigia islandica umfasst die Arktis von Eurasien, Nordamerika und Grönland, dazu die Gebirge in Europa südlich bis Schottland, in Asien südlich bis Nepal, Indien und Pakistan und außerdem das südlichste Südamerika mit Argentinien und Chile.
In China gedeiht Koenigia islandica in Höhenlagen von 2000 bis 4900 Metern in Tibet und in den Provinzen Gansu, Qinghai, Shanxi (Wutai Shan), Sichuan, Xinjiang sowie Yunnan.
Koenigia islandica wächst in Europa in der arktischen Tundra, in alpinem, nassem Grasland, oft in der Nähe von Flüssen oder Seen in Höhenlagen von 0 bis 4900 Metern.

## Taxonomie
Die Erstveröffentlichung von Koenigia islandica erfolgte 1767 durch Carl von Linné in Mantissa plantarum, 1, Seite 35. Sie ist die Typusart der Gattung Koenigia. Synonyme für Koenigia islandica L. sind: Macounastrum islandicum (L.) Small, Polygonum islandicum (L.) Hook. f., Koenigia fuegiana Dusén, Koenigia hadacii Á.Löve & D.Löve.